# Parque Estadual do Rio Peixe
O Parque Estadual do Rio Peixe é uma unidade de conservação do estado de São Paulo criado pelo Decreto Estadual nº 47.095, de 18 de setembro de 2002, e possui uma área de 7.720 hectares (essa área será aumentada em cerca de 2.000 hectares) abrangendo os municípios de Presidente Venceslau, Piquerobi, Dracena e Ouro Verde. O parque, juntamente com o Parque Estadual Aguapeí, cumpre a função de preservar os últimos trechos dos ecossistemas de várzeas, que outrora existiam em grande parte dos rios paulistas que desembocavam no rio Paraná. É de suma importância também, por ser um dos últimos locais em São Paulo, onde ainda reside o cervo-do-pantanal. Foi criado pela CESP como forma de compensação pela construção da UHE Porto Primavera.

## História
A região da foz do rio do Peixe, juntamente com a do rio Aguapeí era conhecida localmente por "Pantaninho Paulista", visto as extensas várzeas encontradas na área que conferiam grande semelhança com o Pantanal. Apesar de sua enorme biodiversidade, a região foi praticamente esquecida pelas autoridades, apenas com a implantação, em 1942, da Reserva Lagoa São Paulo, que nunca foi efetivada.
Na década de 1970, a CESP decide a construção da UHE Porto Primavera, inciando as obras na década de 1980, dando-se pouca atenção à questões ambientaisa. Entretanto, houve diversos atrasos nas obras, o que acabou suscitando na população da região, a consciência do desastre ambiental e socioeconômico que estava por vir. Visto a grande pressão da sociedade, o Ministério Público de São Paulo e o Federal iniciaram medidas para que obrigassem a CESP a cumprir as medidas mitigatórias do EIA/RIMA. Dentre as medidas, estava a criação de unidades de conservação no estado de São Paulo que abrangessem uma área mínima de 16.438 hectares, e assim foram criados o Parque Estadual do Rio do Peixe e o Parque Estadual Aguapeí.

## Caracterização Ambiental

### Clima
O clima é o mesmo de grande parte do interior de São Paulo: clima tropical com estação seca (Aw), seguindo a classificação climática de Köppen-Geiger. A precipitação anual é de cerca de 1.250mm e temperatura média superior a 18ºC, sendo o mês de janeiro o mais chuvoso.

### Geologia
- Bacia do rio Paraná: depósitos sedimentares da Era Mesozoica e aluvionares da Era Cenozoica. Da base para o topo da coluna estratigráfica é o Grupo Bauru e os depósitos Cenozoicos.[3]

### Hidrografia
- Bacia hidrográfica do rio do Peixe(UGRHI21): localizado em sua totalidade nessa bacia e sofre influencia de 8 tributários(levando em consideração a área de ampliação de 2.000 hectares): 6 localizados ao Norte; Ribeirão dos Caingangues, Córrego Santa Flora, Córrego do Prado, Córrego Apiaí, Ribeirão São Bento, Ribeirão da Capivara; e dois localizados ao Sul; Ribeirão Claro e Ribeirão dos Índios.[3]

### Vegetação
O parque localiza-se na região Oeste do estado de São Paulo e está no domínio da Floresta Estacional Semidecidual (Floresta Atlântica do Alto Paraná), numa região que teve sua cobertura original bastante alterada. Ao redor da zona núcleo existem inúmeras pastagens, tal como canaviais e alguns fragmentos de floresta de 10 a 1000 hectares, que são muito importantes do ponto de vista de conservação da biodiversidade, visto que muitos deles são usados como refúgio por animais de médio a grande porte, como a onça-parda e a anta. A vegetação dentro da unidade é composta por matas ciliares inundáveis, tal como por floresta estacional semidecidual e alguns trechos de pastagens cultivadas. Foram registradas espécies como: peroba-comum, amendoim-bravo, guapuruvu, ipê-do-cerrado, ipê-felpudo.
De acordo com o Plano de Manejo foram descritas 5 fitofisionomias, que são muito parecidas com as fitofisionomias encontradas no Parque Estadual Aguapeí:

#### Floresta Estacional Semidecidual
Apresentam-se como fragmentos isolados, ou conectados a mata ciliar, fora das áreas de inundação, em estágios que vão do médio ao avançado de regeneração. Destacam-se 2 fragmentos dessa vegetação, sendo que o maior deles está relativamente isolado por pastagens.
Associada a essa vegetação está a floresta ripícola, que é uma denominação a todos os tipos associados ao ambiente ripícola (margem do rio). Essa vegetação se encontra principalmente nas várzeas.

#### Floresta Estacional Semidecidualem estágio inicial de recuperação
Áreas antes antropizadas, que foram abandonadas e agora passa por estágios de sucessão ecológica.

#### Vegetação Secundária daFloresta Estacional Semidecidual
Representa trechos qu foram alterados pelo homem, principalmente aqueles submetidos ao efeito de borda.

#### Formação Arbustiva deVárzea
Se localiza em áreas que são suscetíveis às inundações permanentes ou temporárias. A vegetação possuo porte baixo, com estrutura variável. Esta formação se distribui ao longo do parque, em meio às florestas ripícolas.

#### Vegetação de Macrófitas
Restritas às lagoas marginais, com grande diversidade de espécies.

## Fauna
A fauna do parque é muito semelhante a encontrada no Pantanal e ao Parque Estadual Aguapeí, principalmente a avifauna, como é o caso do jaburu, colhereiro, o cabeça-seca,o maguari, visto conservar grandes extensões da várzeas. Também foram registradas espécies da herpetofauna muito características de regiões pantaneiras, como o jacaré-do-papo-amarelo e o jacaré-anão (este último consta na lista de Espécies Ameaçadas do Estado de São Paulo), no entanto, é a mastofauna que apresenta extrema relevância, principalmente por ser usada como um índice do grau de conservação do local, já que a ausência de grandes felinos e ungulados acarreta mudanças na integridade da cadeia alimentar e da diversidade do ambiente.

### Conservação do Cervo-do-Pantanal

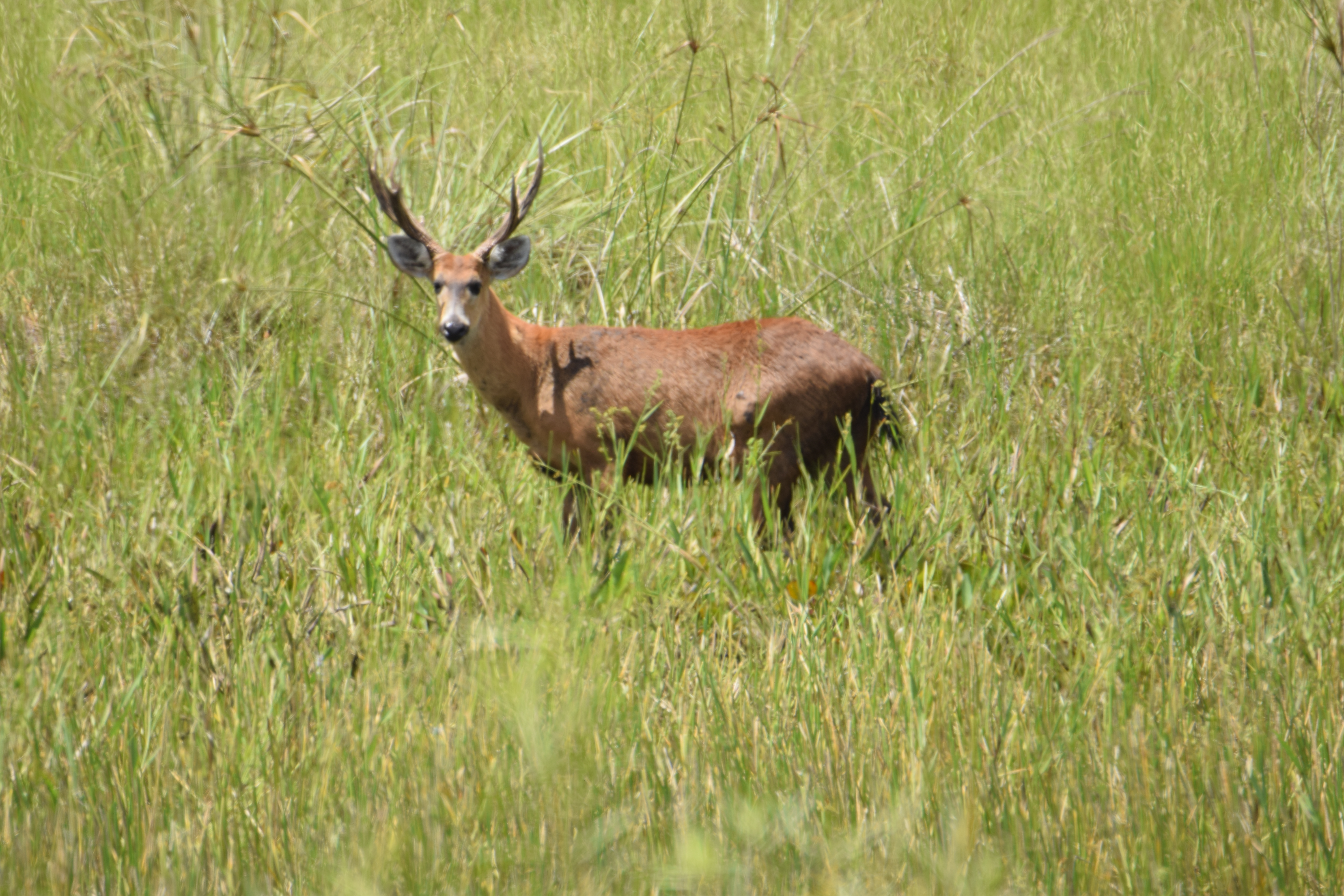
O Parque Estadual do Rio do Peixe e o Parque Estadual Aguapeí são os últimos locais de São Paulo onde ainda vive o cervo-do-pantanal.

É a espécie símbolo do parque e é preocupante a situação dela, visto que sua área de distribuição está bastante reduzida, não só pela destruição de seu habitat, como por um forte pressão de caça e doenças introduzidas pelo gado doméstico. No estado de São Paulo, a situação é crítica, restando apenas duas populações nas bacias do rio Aguapeí e do Peixe, próximo a foz desses rios. É preponderante ações para a conservação dessa espécie no parque, visto que a espécie, antes encontrada no estado de São Paulo como um todo, com exceção da região leste e da Serra do Mar, hoje está praticamente restrito ao Parque Estadual Aguapeí e ao Parque Estadual do rio do Peixe, e com suas populações declinando. Há projetos de reintrodução da espécie, mas poucos resultados animadores. No Parque Estadual do Rio do Peixe, as populações sofrem com o isolamento, a pressão de caça e atividades agropecuárias, já que a proximidade com o gado doméstico expõe os cervos à doenças como a febre aftosa.